# RFSU AB
RFSU AB är ett svenskt tillverkningsföretag som ägs av Riksförbundet för sexuell upplysning (RFSU). RFSU AB:s vinst går till ägaren RFSU:s verksamhet och bidrar till RFSU:s ideella arbete, med opinionsbildning kring sexuell och reproduktiv hälsa och rättigheter samt information och upplysning kring sexualitet och samlevnad. RFSU AB säljer produkter inom ett flertal kategorier kopplat till sex, samlevnad, kropp och välbefinnande - bland annat kondomer, glidmedel, graviditetstest, sexleksaker, intimvård samt läppceratet Carmex. Den huvudsakliga marknaden är Norden.

## Historia
1933 grundande Elise Ottesen–Jensen  Riksförbundet för sexuell upplysning (RFSU) och för att kunna finansiera verksamheten började man sälja kondomer , vilket man gör än idag.

## Verksamhet
RFSU AB har sitt huvudkontor i Kista och en egen produktionsanläggning med laboratorium i Hennan, där kondomerna testas och packas. Företaget har ett dotterbolag i Norge och ett i Finland . Bolaget har tidigare drivit egen e-handel, men är sedan 2021 helt inriktad på försäljning via återförsäljare, som apotek och dagligvaruhandel.

## Produktsortiment
RFSU AB säljer kondomer under egna varumärken såsom  Profil, Thin, Beyond thin, Grande, Näkken och Magic. Sortimentet innehåller även varumärken inom glidmedel och lustprodukter som Sense Me och Klick. RFSU AB innehar de nordiska produkträttigheterna för läppceratet Carmex samt intimvårdsprodukterna UrinCUR mot urinvägsinfektion och CandiCUR mot svampinfektion.